# Pomare II
Pōmare II, còn được gọi là Tunuieaiteatua (Tū-nui-e-a'a-i-te-atua) hay Vaira'a-toa, (khoảng năm 1782 - 7 tháng 12, 1821 tại Moorea, là vị vua thứ hai của Vương Quốc Tahiti của triều đại Pomare. Ông là con trai và là người thừa kế của Pōmare I, thời kì trị vì đầu tiên của ông là dưới sự nhiếp chính của cha mình từ năm 1791, sau đó là đích thân chấp chính sau khi cha mình qua đời vào năm 1803. Dưới thời trị vì của ông, Đạo Tin lành trở thành tôn giáo chính thức của Tahiti.
Ông được cha truyền ngôi vào năm 1782 và chính thức lên cai trị vào năm 1791. Năm 1803, khi cha ông, Pōmare I qua đời, ông mới thực sự cai trị. Pomare II là một người tàn ác và hiếu chiến. Năm 1808, trong một cuộc nổi loạn, ông bị phế truất phải chạy trốn đến Moorea. Trong thời kỳ này, ông bắt đầu từ bỏ các tín ngưỡng truyền thống và chuyển sang Cơ đốc giáo. Sau đó, nhờ sự hỗ trợ của các lực lượng Thiên chúa giáo, ông trở lại Tahiti giành lại ngai vàng vào năm 1815. Sau khi trở lại nắm quyền, ông tiếp tục liên minh với các nhà truyền giáo, những người sau này đã dạy ông đọc sách Phúc âm. Các nhà truyền giáo cũng khuyến khích cho sự chinh phục của ông. Việc cải đạo của Pomare II vào năm 1812 đã mở ra sự trỗi dậy của Đạo Tin lành trên đảo.
Pomare qua đời năm 1821 tại Papeete vì uống quá nhiều rượu. Người con trai nhỏ tuổi của ông lên kế vị, tức là Pōmare III.

## Lên ngôi
Năm 1788, khi William Bligh lên đảo, Bligh ước tính rằng chàng hoàng tử trên đảo được khoảng sáu tuổi, vì vậy Pomare II có thể sẽ sinh vào khoảng năm 1782 tại Tahiti. Là con trai của tù trưởng Vairaʻatoa Taina. Ông trở thành thái tử của vương quốc Tahiti sau khi cha ông thống nhất các vương quốc khác và tự xưng mình là vua dưới tên Pōmare I vào năm 1788.
Năm 1791, cha ông thoái vị nhường ngôi cho ông, nhưng trên thực tế quyền lực vẫn nằm trong tay cha ông dưới quyền nhiếp chính. Trong thời gian này, Pomare II chỉ có vai trò biểu tượng và nghi lễ.
Vào ngày 5 tháng 3 năm 1797, nghe lời kể của những nhà hàng hải người Anh trước đó, những nhà truyền giáo từ Hiệp hội Truyền giáo Luân Đôn xuống tàu tại Venus Points (Mahina) với tham vọng truyền đạo Tin lành cho cư dân địa phương. Sự xuất hiện của những nhà truyền giáo đánh dấu một bước ngoặt mới cho hòn đảo Tahiti, nơi các cấu trúc xã hội và văn hóa bản địa bị rung chuyển sâu sắc.

## Cai trị
Triều đại của Pomare II thực sự bắt đầu vào năm 1803 sau cái chết của cha ông. Năm 1812, nhà vua tuyên bố theo đạo Cơ đốc. Đến ngày 16 tháng 6 năm 1819, nhà vua được rửa tội trước sự chứng kiến của bốn đến năm nghìn người,
sau đó nhiều người khác cũng được rửa tội. Năm 1819, các nhà truyền giáo tổ chức lễ kỷ niệm hai mươi hai năm họ đến Tahiti.  Họ đã đóng góp phần lớn vào việc tập trung quyền lực hoàng gia.
Vào ngày 12 tháng 11 năm 1815, Pomare II đã thắng trận chiến tại Fe'i Pī (Punaauia), chống lại Opuhara, một thủ lĩnh của gia tộc Teva hùng mạnh. Chiến thắng này cho phép Pomare được công nhận là Ari'i Rahi, có nghĩa là vua của Tahiti. Đây là lần đầu tiên Tahiti được thống nhất dưới sự cai trị của một vị vua, kết thúc thời kỳ của các tù trưởng, thay thế bằng chế độ quân chủ tuyệt đối. Đồng thời, đạo Tin lành đã lan rộng nhanh chóng nhờ sự bảo trợ của Pomare II, thay thế các tín ngưỡng truyền thống.
Từ năm 1817, Phúc âm đã được dịch sang tiếng Tahiti và được giảng dạy trong các trường tôn giáo. Năm 1818, Mục sư Crook thành lập thành phố Papeete, nơi sẽ trở thành thủ phủ của hòn đảo.
Năm 1819, theo sáng kiến của những người truyền giáo, Pomare đã thiết lập một bộ luật đầu tiên ở Tahitian, tên là Code Pomare, trong đó có điều, tất cả đàn ông và phụ nữ phải mặc quần áo che kín cơ thể, cấm các điệu nhảy và bài hát, hình xăm và đồ trang trí bằng hoa, tất cả những truyền thống này đều bị xem là "những thứ thật đáng xấu hổ".

## Hôn nhân và con cái
Năm 1809, Pomare kết hôn với Công chúa Teriitaria của Moorea, con gái lớn của Vua  Tamatoa III của Raiatea, người đã sinh cho ông một cô con gái, tương lai là nữ hoàng Pōmare IV. Nhưng sau đó, nhà vua đã phải lòng em gái mình là Công chúa Teremoemoe. Cuối cùng, ông tái hôn lần hai và có hai người con trai: Teinaiti (1817-1818), đứa trẻ đáng thương chết yểu, và một người con khác, đó chính là vị vua tương lai Pōmare III (1820-1827).